# Criptex

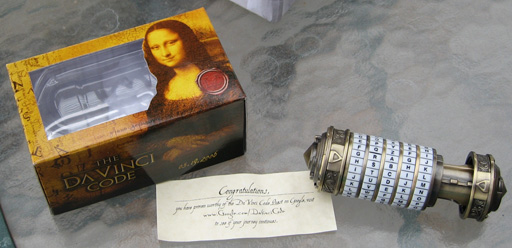
Criptex

Un criptex es un artilugio de forma cilíndrica mencionado en la novela El código Da Vinci de Dan Brown, usado para ocultar secretos en su interior. 
En el interior del criptex se encuentra un papiro, el cual está enrollado alrededor de una probeta con vinagre. Esta probeta se rompe con un mecanismo si el criptex se fuerza o recibe un golpe, como resultado el papiro se estropea, el vinagre literalmente disuelve el papiro, mermando la integridad física del mismo hasta el punto de volverlo una pasta semilíquida y emborronando por completo cualquier texto que haya estado escrito en él. De este modo, la única forma de abrirlo es conocer previamente la contraseña y manejándolo en todo momento con cautela (debido a que los golpes también rompen la probeta interna con vinagre). El criptex está rodeado de letras o números que giran formando palabras y combinaciones. Cuando se alinean correctamente, se puede acceder al interior del criptex.
Aunque este artilugio se describe como una creación original de Da Vinci, no hay datos verificables que confirmen esta teoría. De hecho está confirmado experimentalmente que el ácido acético no es capaz de disolver el papiro. Aunque el objetivo no era tanto destruir el papiro, sino volver ilegible el mensaje que este lleva escrito emborronando la tinta y eso sí que lo logra el ácido acético.

## Fabricación y uso moderno
Tras la publicación de la novela, el artesano Justin Nevins creó el primer criptex funcional en 2004. Desde entonces, se han fabricado diversos modelos, tanto artesanales como industriales, utilizados como cajas fuertes personales o elementos decorativos